# Mézières (Fryburg)
Mézières (frp. Méjire) – gmina (fr. commune; niem. Gemeinde) w Szwajcarii, w kantonie Fryburg, w okręgu Glâne. 1 stycznia 2004 do gminy przyłączono gminę Berlens.

## Demografia
W Mézières mieszka 1081 osób. W 2020 roku 13,7% populacji gminy stanowiły osoby urodzone poza Szwajcarią.

## Transport
Przez teren gminy przebiega droga główna nr 156.